# Jean-Marc Egly
Jean-Marc Egly, né le 27 décembre 1945 à Aïn Séfra alors dans les départements français d'Algérie, est un chercheur français en biologie moléculaire spécialisé dans le domaine de la transcription. Directeur de recherche à l'INSERM, il a également été président du conseil scientifique de l'ARC de 2006 à 2011. Il est membre de l'Académie des sciences.

## Biographie
Jean-Marc Egly fait ses études au lycée Jules-Ferry de Saint-Dié dans les Vosges. Il obtient son doctorat de chimie en 1970 et un second de biochimie en 1976 à l'Université Louis-Pasteur de Strasbourg. En 1985, il devient directeur de recherche INSERM à l'IGBMC de Strasbourg fondé par Pierre Chambon. En 1995, il est chargé par la Secrétaire d'Etat à la Recherche, Elisabeth Dufourcq d'une mission et d'un rapport plaidant en faveur de la création du Grand Séquençage du Génome  à Evry. En 2005, il est élu membre de l'Académie des sciences. Il est également membre du conseil scientifique de l'Office parlementaire d'évaluation des choix scientifiques et technologiques (OPECST).

## Apports scientifiques
Les travaux de Jean-Marc Egly ont principalement portés sur la description des mécanismes de la transcription au niveau de l'ARN polymérase de type II.

## Distinctions
- 2002 : Prix de recherche de la Fondation Allianz-Institut de France[3]
- 2004 : Grand Prix de la recherche médicale de l'Inserm
- 2014 : officier de la Légion d'honneur (chevalier en 2006)[réf. nécessaire]